# Colombia Open 2015
Il Colombia Open 2015, noto anche come Claro Open Colombia per motivi di sponsorizzazione, è stata la 3ª edizione del torneo Colombia Open facente parte dell'ATP World Tour 250 series nell'ambito dell'ATP World Tour 2015. Il torneo si è giocato sul cemento al Centro de Alto Rendimiento di Bogotà in Colombia, dal 20 al 26 luglio 2015.

## Partecipanti ATP

### Teste di serie
| Nazionalità     | Giocatore              | Ranking* | Testa di serie |
| --------------- | ---------------------- | -------- | -------------- |
| Croazia         | Ivo Karlović           | 24       | 1              |
| Australia       | Bernard Tomić          | 25       | 2              |
| Francia         | Adrian Mannarino       | 35       | 3              |
| Rep. Dominicana | Víctor Estrella Burgos | 43       | 4              |
| Cipro           | Marcos Baghdatis       | 48       | 5              |
| Australia       | Samuel Groth           | 68       | 6              |
| Tunisia         | Malek Jaziri           | 85       | 7              |
| Regno Unito     | James Ward             | 89       | 8              |

* Le teste di serie sono basate sul ranking del 13 luglio 2014.

### Altri partecipanti
I seguenti giocatori hanno ricevuto una wild card per il tabellone principale: 
- Nicolás Barrientos
- Daniel Elahi Galán
- Radek Štěpánek

I seguenti giocatori sono passati dalle qualificazioni:

- Marcelo Demoliner
- Matthew Ebden
- Alejandro Gómez
- Alexander Sarkissian

## Campioni

### Singolare maschile
Bernard Tomić ha sconfitto in finale  Adrian Mannarino per 6–1, 3–6, 6–2.
- È il terzo titolo in carriera per Tomić, secondo consecutivo a Bogotà.

### Doppio maschile
Édouard Roger-Vasselin /  Radek Štěpánek hanno sconfitto in finale  Mate Pavić /  Michael Venus per 7–5, 6–3.